# Grand Prix automobile de Mont-Tremblant
Le Grand Prix automobile de Mont-Tremblant était une épreuve du championnat Champ Car se disputant sur le circuit Mont-Tremblant à Saint-Jovite (Québec).
Ce Grand Prix remplaçait au calendrier le Grand Prix automobile de Montréal en 2007. L'unique édition de l'ère Champ Car s'est tenue le 1er juillet 2007. C'était la septième étape du Champ Car World Series 2007. Par le passé, en 1967 et 1968, quatre courses d'Indy car furent organisées sur le circuit sous l'égide de l'USAC.

## Noms officiels
Les différents noms officiels du Grand Prix automobile de Mont-Tremblant au fil des éditions :
- 1967 : St Jovite Heat 1
- 1967' : St Jovite Heat 2
- 1968 : St Jovite Heat 1
- 1968' : St Jovite Heat 2
- 2007 : Champ Car Mont-Tremblant

## Palmarès
| Année     | Vainqueur       | Voiture           | Championnat            | Résultats     |
| --------- | --------------- | ----------------- | ---------------------- | ------------- |
| 1967      | Mario Andretti  | Brawner Hawk-Ford | USAC Championship Cars | Résultats     |
| 1968      | Mario Andretti  | Brawner-Ford      | USAC Championship Cars | Résultats     |
| 1969-2006 | Pas de course   | Pas de course     | Pas de course          | Pas de course |
| 2007      | Robert Doornbos | Panoz-Cosworth    | Champ Car World Series | Résultats     |